# جينيفر ديه
جينيفر ديه هي مصورة بلجيكية، ولدت في 11 مارس 1975 في بروكسل في بلجيكا.